# Коронаційний трон Данії
Коронаційний трон Данії (датською та норв. Danmarks tronstol; також: salvingsstol, kroningsstol) — крісло, яке раніше використовувалося під час коронації данського монарха.
За легендою, коронаційне крісло зроблено з рогу єдинорога. Насправді його виготовляють із бивнів норвезького нарвала. Він охороняється трьома срібними левами в натуральну величину, за біблійними посиланнями, і був символом дансько-норвезької абсолютної монархії.
Коронаційний трон знаходиться в замку Розенборг у Копенгагені.

## Історія

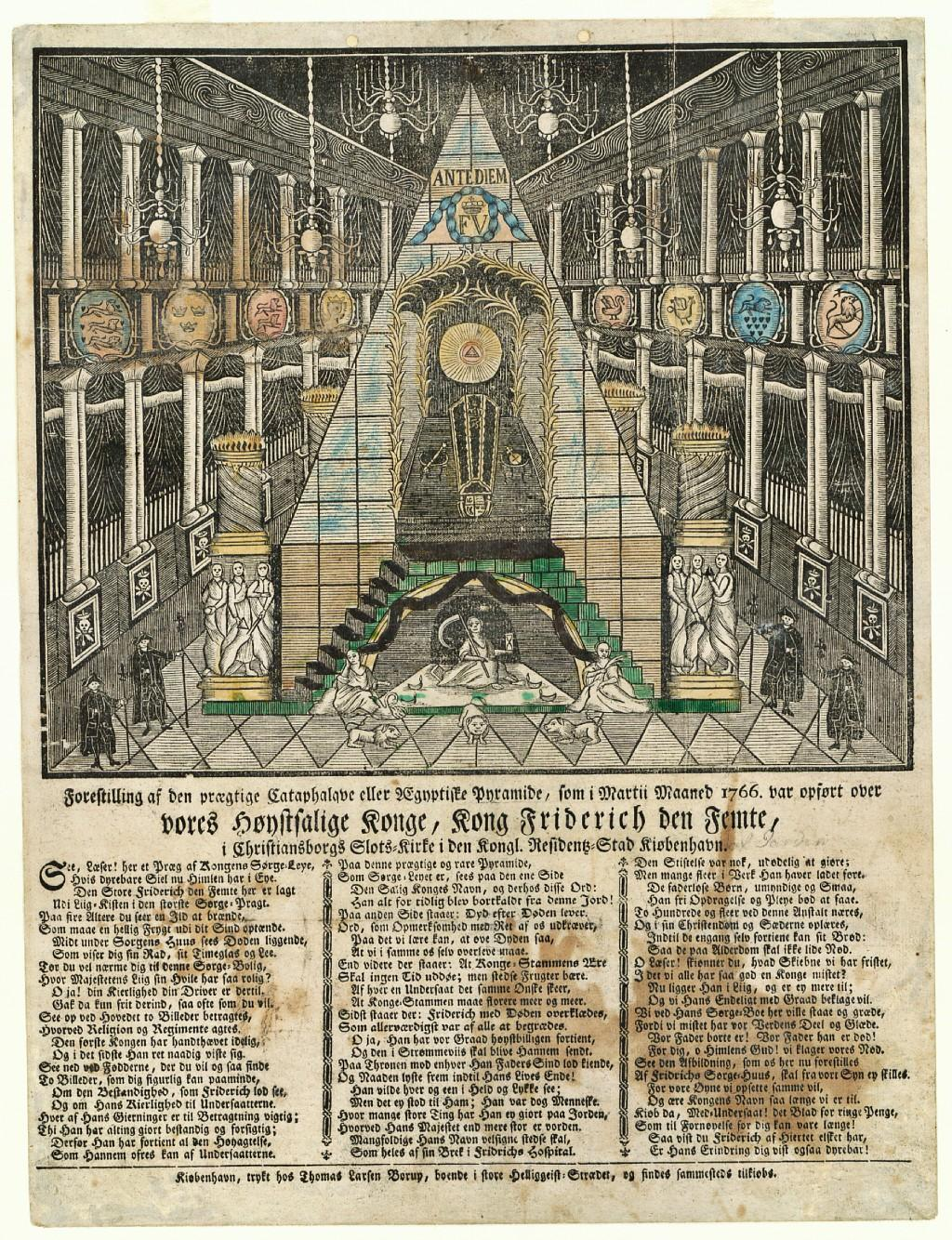
Срібні леви перед castrum doloris короля Фрідріха V у 1766 році. Невідомий автор (1766?)

Після запровадження в 1660 році абсолютної монархії в Данії та Норвегії король Фрідріх III (правління 1648—1670) наказав створити коронаційний трон. Коронаційний трон був виготовлений Бендіксом Ґродчіллінгом між 1662 і 1671 роками. Під час правління короля Крістіана V (правління 1670—1699) до крісла були додані позолочені фігури.
І коронаційний трон, і срібні леви були натхненні біблійним троном Соломона, який охороняли чотирнадцять левів, як описано в 1 Царів 10:
18 І зробив цар великий трон зі слонової кістки, і обклав його найчистішим золотом. 19 Шість сходинок до трону, а верхівка трону ззаду кругла, а з обох боків, біля місця сидіння, були бильця, а біля билець стояли два леви. 20 І дванадцять левів стояло там з одного й другого боку на шести сходинках, і не було подібного в жодному царстві.
Коронаційне крісло використовувалося на коронаціях між 1671, для Крістіана V, і 1840 роками. Коли абсолютна монархія була замінена конституційною монархією в 1849 році, королі більше не коронувалися чи помазувалися, після чого коронаційне крісло втратило свою практичну функцію.

### Леви

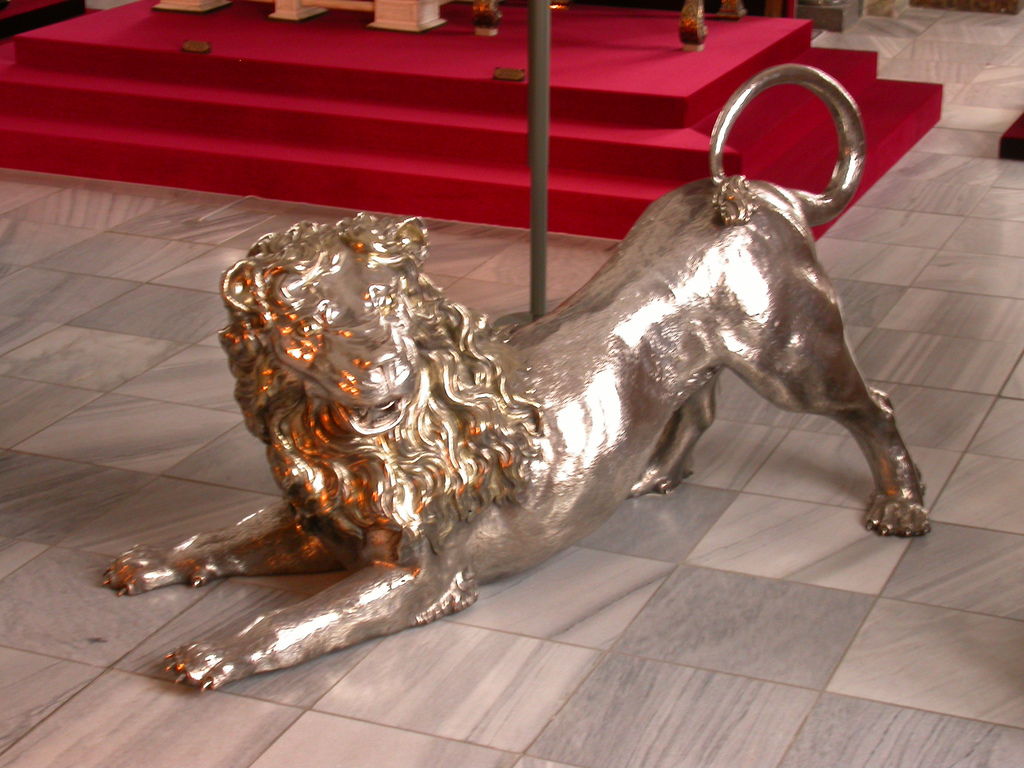
Один із трьох левів у замку Розенборг.

Коронаційне крісло охороняють три срібних леви. Вони такого ж розміру, як і природні леви, і кожен важить 130 кілограмів. Їхні очі, гриви й крупи покриті чистим золотом. Вони були зроблені між 1665 і 1670 роками Фердинандом Кюбіхом.
Срібні леви все ще використовуються за межами Розенборга, головним чином для захисту castrum doloris королів.

## У мистецтві
20 листопада 1905 року, коли делегати норвезького парламенту увійшли до палацу Крістіана VII у Копенгагені, щоб запропонувати трон Норвегії принцу Карлу, їх зустріли — і зупинили — леви. Цей момент увічнив фотограф Пітер Ельфельт. На основі фотографії Ельфельта художник Пауль Фішер написав відому картину. Існувало кілька версій цієї картини, одна з яких включена до колекції мистецтва замку Осло.
Три срібні леви зображені на одному з хронологічних гобеленів Бйорна Норгаарда («Ранній абсолютизм») у палаці Крістіансборг . Їх також можна побачити на портреті Майкла Мелбіса Маргрете II у палаці Крістіансборг.

## Галерея

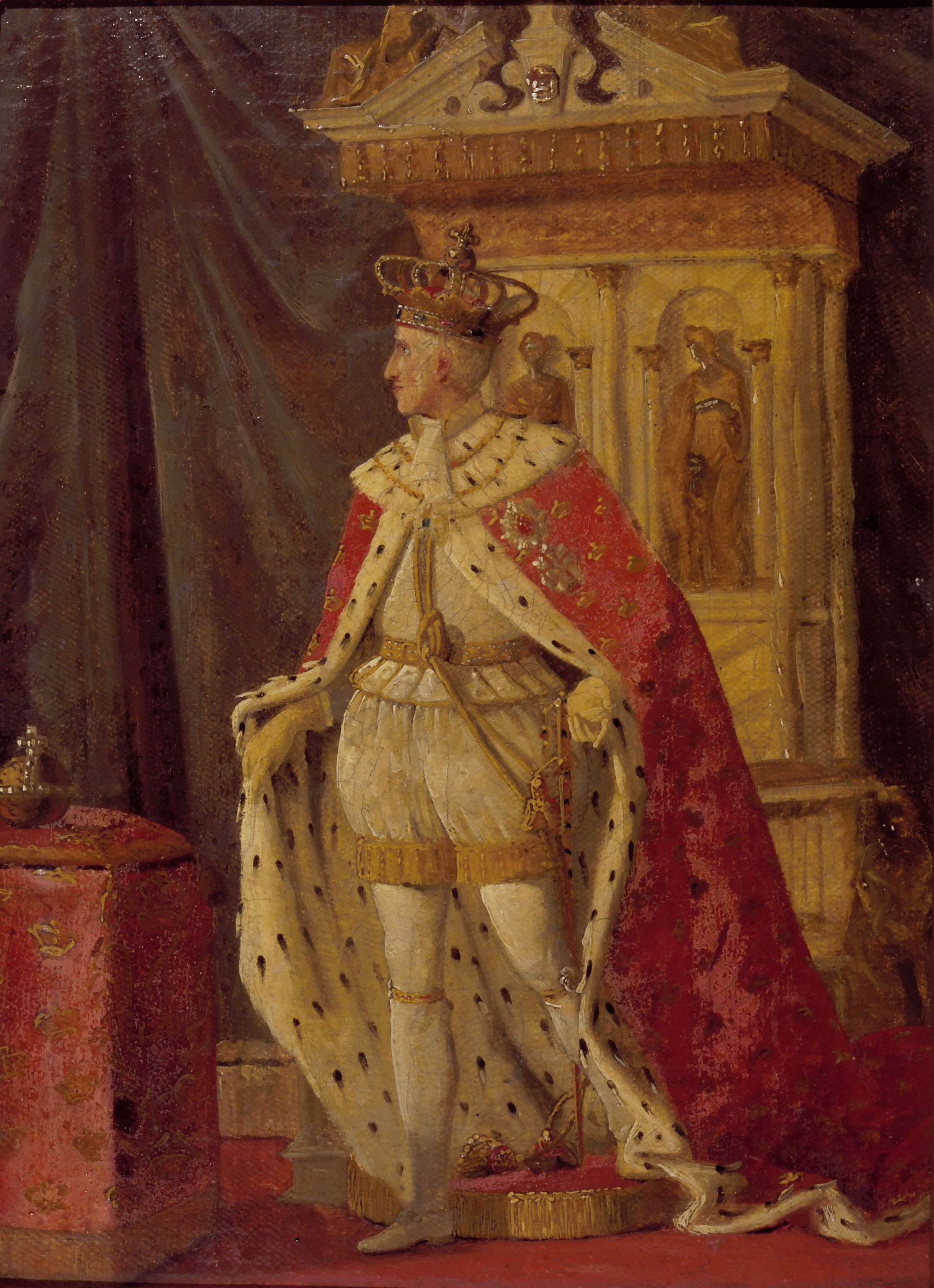
Коронаційне крісло та король Фредерік VI. Автор Вільгельм Бендз (1830 р.)
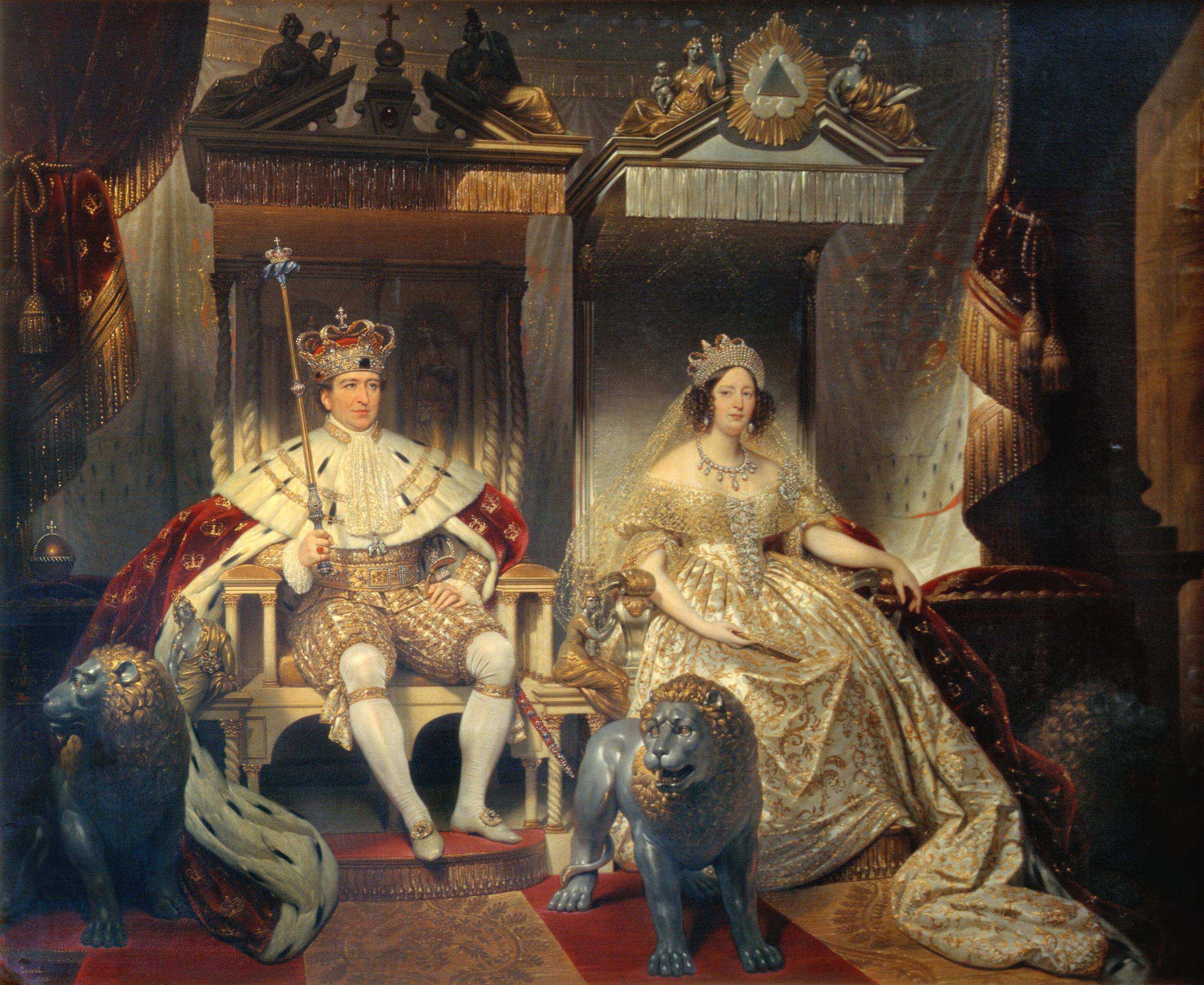
Коронаційний стілець і срібні леви під час коронації король Крістіан VIII у 1841 році, Жозеф-Дезіре Кур (1841 р.)
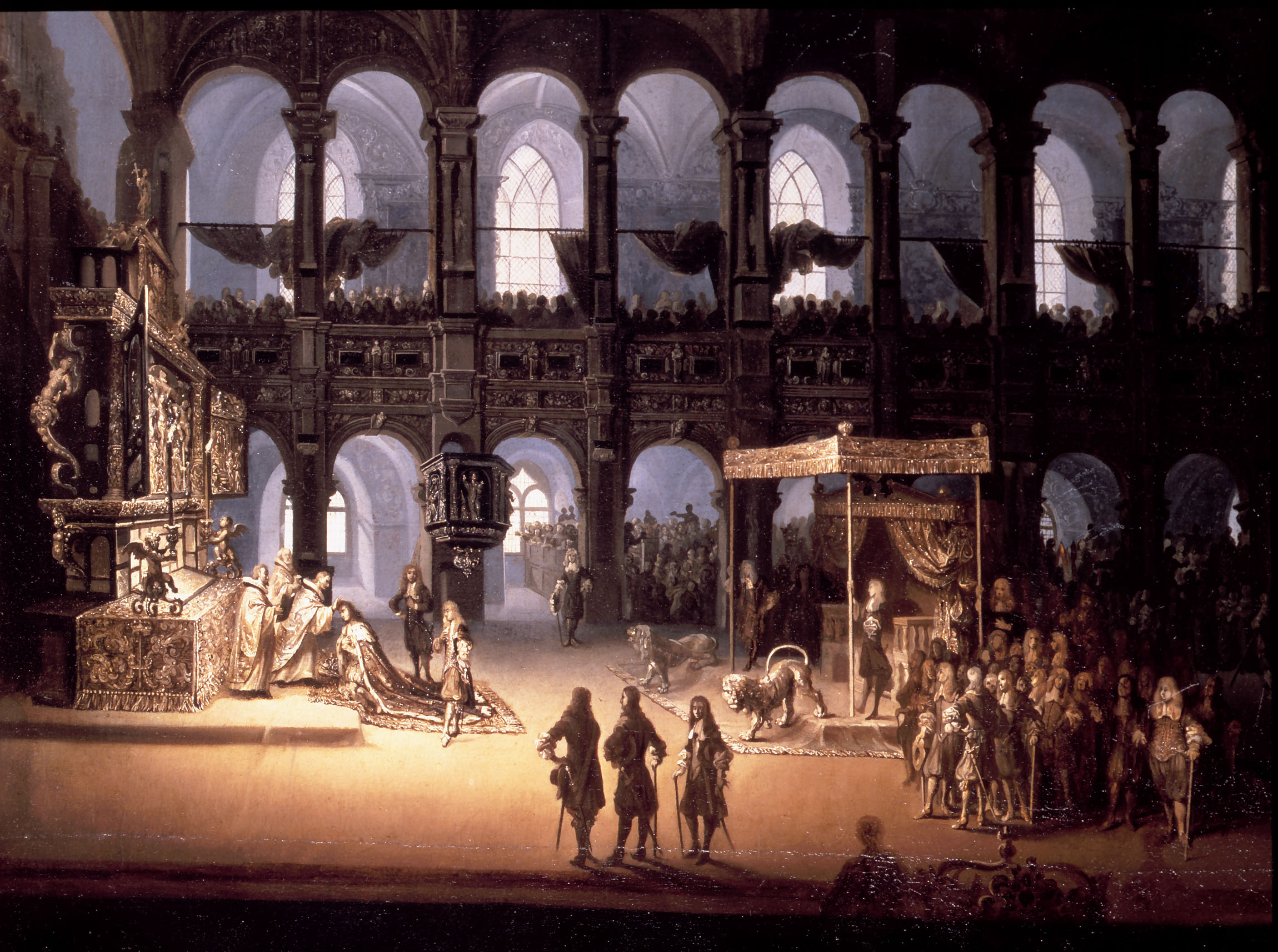
Помазання короля Крістіан V Міхаелем фон Гавеном (1671)
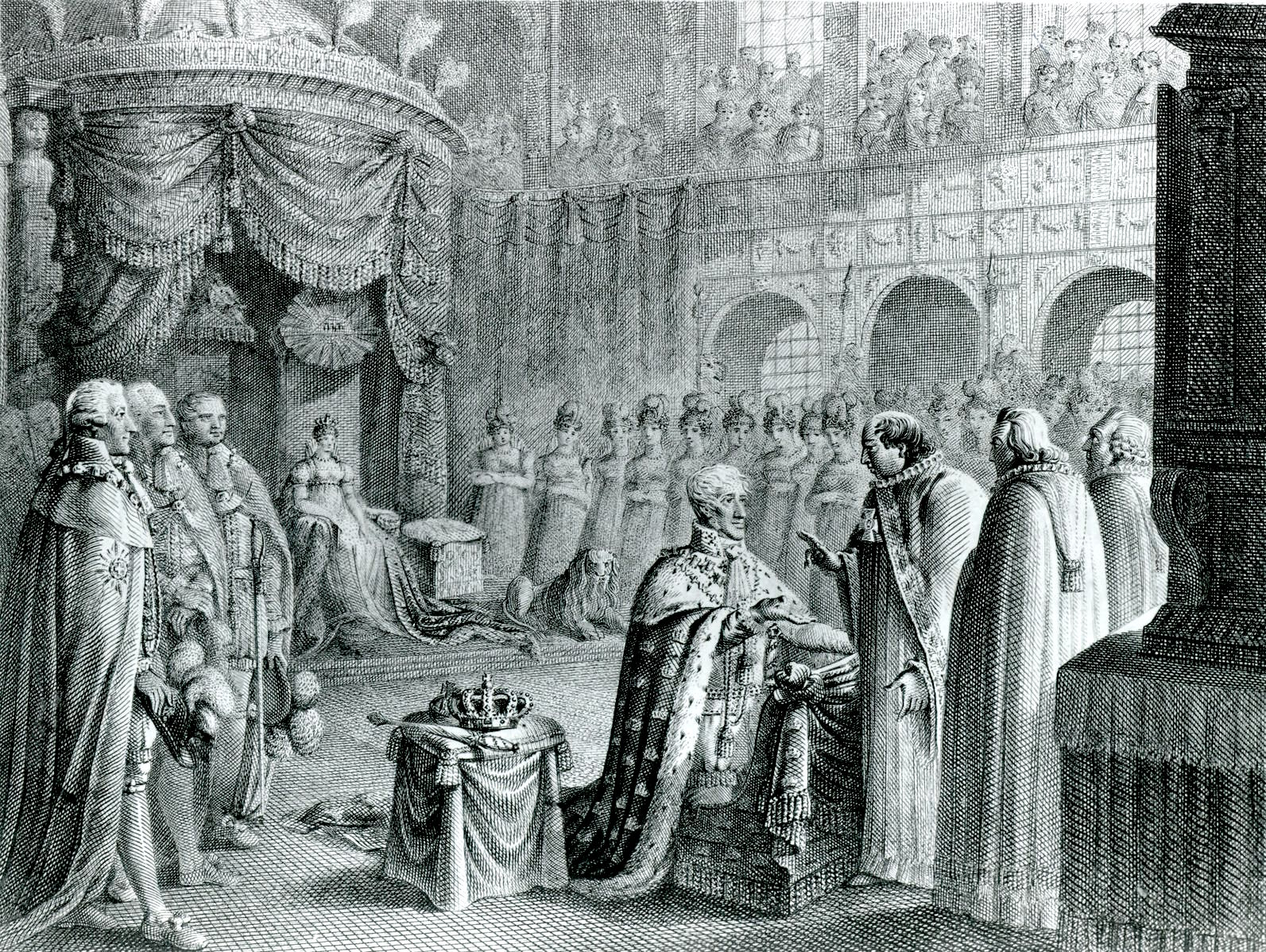
Помазання короля Данії Фредеріка VI (1815 р.) Невідомий художник (1815 р.)